# Jamajskie Siły Powietrzne
Siły Powietrzne Jamajki – formacja wojskowa Jamajki, która dysponuje skrzydłem powietrznym będącym częścią Sił Obronnych Jamajki (Jamaica Defence Force). Pełni głównie rolę wspierającą, ratunkową, patrolową i obserwacyjną. Do jej głównych zadań porządkowych należy zwalczanie przemytu narkotyków.

## Wyposażenie
- Pilatus Britten-Norman BN-2A Islander
- Bell 407
- Bell 412
- Cessna 210
- Cessna 337G Skymaster